# Prayers
"Prayers" (es español "Oraciones") es el sencillo debut de la banda estadounidense de metalcore In This Moment, perteneciente a su primer álbum de estudio Beautiful Tragedy editado el año 2007. La canción posee un estilo entre el hard rock y el metal, con vocalizaciones limpias y sonidos guturales de la vocalista Maria Brink.

## Lanzamiento
El sencillo fue publicado unos meses antes de ser lanzado el álbum, específicamente el 18 de noviembre de 2006 en formato Sencillo en CD, aunque también fue publicado un EP promocional que contenía el tema "Daddy's Falling Angel" y un lado B de "Have No Fear".  

## Vídeo musical
El vídeo musical fue filmado en una capilla y en ella se puede ver a la banda interpretando la canción. Durante la filmación del vídeo María Brink se rompió la nariz, en MTV News comento lo siguiente: "Literalmente me rompí la cabeza debido a que la cámara chocó contra mí, había sangre por todos lados, tengo una gran cicatriz en mi cara". El director del vídeo quiso parar las grabaciones, pero María insistió en terminar el vídeo.

## Lista de canciones
- Las letras fueron escritas por Maria Brink, mientras que la música fue compuesta por los integrantes de la banda.

| N.º | Título                  | Duración |  |
| 1.  | «Prayers»               | 3:47     |  |
| 2.  | «Daddy's Falling Angel» | 4:13     |  |
| 3.  | «Have No Fear»          | 3:46     |  |

## Créditos
- Maria Brink - Voz
- Chris Howorth - Guitarras
- Blake Bunzel - Guitarras
- Jesse Landry - Bajo
- Jeff Fabb - Batería